# Tunizijska nogometna reprezentanca
Tunizijska nogometna reprezentanca (arabsko منتخب تونس لكرة القدم), z vzdevkom Les Aigles de Carthage (Kartažanski orli), je nogometna reprezentanca Tunizije, ki jo vodi vrhovno telo, Fédération Tunisienne de Football. Reprezentanca se je v zgodovini uvrstila na štiri svetovna prvenstva FIFE, prvič leta 1978. Doslej je vedno izpadla v prvem kolu. 
Leta 2004 je reprezentanca prvič in doslej edinič osvojila Afriški pokal narodov. Takrat je bila tudi država gostiteljica.

## Svetovna prvenstva
- 1930 do 1958 - se ni prijavila
- 1962 - se ni uvrstila
- 1966 - se je umaknila
- 1970 - se ni uvrstila
- 1974 - se ni uvrstila
- 1978 - 1. kolo
- 1982 do 1994 - se ni uvrstila
- 1998 - 1. kolo
- 2002 - 1. kolo
- 2006 - 1. kolo

## Afriški pokal narodov
- 1957 - se ni prijavila
- 1959 - se ni prijavila
- 1962 - 3. mesto
- 1963 - 1. kolo
- 1965 - 2. mesto
- 1968 - se ni uvrstila
- 1970 do 1974 - se ni prijavila
- 1976 - se ni uvrstila
- 1978 - 4. mesto
- 1980 - se je umaknila
- 1982 - 1. kolo
- 1984 do 1992 - se ni uvrstila
- 1994 - 1. kolo
- 1996 - 2. mesto
- 1998 - četrtfinale
- 2000 - 4. mesto
- 2002 - 1. kolo
- 2004 - Prvaki
- 2006 - četrtfinale
- 2008 - četrtfinale

## Znani nogometaši
- Tarek Dhiab
- Sadok Sassi
- Hamadi Agerbi
- Mokhtar Dhouib
- Mohamed Ali Akid
- Tmim Hzemi
- Ali Kaabi
- Najib Ghommidh
- Mokhtar Naili
- Faouzi Rouissi
- Jameleddine Limam
- Chokri El Ouaer
- Nabil Maaloul
- Adel Sellimi
- Zoubier Baya
- Skander Souayah
- Tarek Thabet
- Hatem Trabelsi
- Mehdi Ben Slimane
- Imed Ben Younes
- Hassen Gabsi
- Raouf Bouzaiene
- José Clayton
- Khaled Badra
- Riadh Bouazizi
- Kaies Ghodhbane